# George Hardie
George Hardie (nascido em 1944) é um designer gráfico, ilustrador e educador britânico mais conhecido por seu trabalho em capas de álbuns de músicos de rock e bandas com o grupo de projeto da arte britânica Hipgnosis.
Depois de estudar na St Martin e no Royal College of Art em Londres, Hardie associou-se a Nicholas Thirkell Associates (NTA Studios) que colaborava com Bob Lawrie, Bush Hollyhead  e Malcolm Harrison, bem como Storm Thorgerson e Aubrey Powell da Hipgnosis. Seu trabalho inclui a arte da capa para o álbum de estréia do Led Zeppelin, Led Zeppelin (1969) além de junto a Hipgnosis desenhar a capa de Presence (1976), bem como The Dark Side of the Moon (1973) e Wish You Were Here (1975), do Pink Floyd. Como designer / ilustrador, Hardie tem trabalhado internacionalmente. Outros de seus trabalhos incluem as capas de Wings Greatest e London Town de Paul McCartney e os Wings, lançados por volta de 1978.
Desde 1990, Hardie tem dado aulas aos alunos de pós-graduação de design gráfico na Faculdade de Artes da Universidade de Brighton. Em 1994, Hardie se tornou membro da Alliance Graphique Internationale, onde hoje ele serve como Secretário Internacional.